# アーネスト・R・レドモンド
アーネスト・ロザメル・レドモンド（Ernest Rothemel Redmond, 1883年7月10日 - 1966年2月12日）は、アメリカ合衆国の軍人。アメリカ陸軍に将校として勤務したほか、後に民兵局長代行を務めた。

## 経歴
1883年7月10日、マサチューセッツ州セイラムにて生を受ける。地元セイラムで教育を受けた後、不動産業者としての職を得た。
1904年、マサチューセッツ州兵に入隊し、まもなくして曹長（Sergeant Major）に昇進。1910年には少尉（Second Lieutenant）となる。兵科は野戦砲兵。1911年には中尉（First Lieutenant）、1913年には大尉（Captain）となる。1914年、動員された1,700人の州兵の1人として、いわゆるセイラム大火における消火活動に参加。1916年、パンチョ・ビリャ遠征の最中、米墨国境における任務に従事。

### 第一次世界大戦
第一次世界大戦勃発時、レドモンドは第101野戦砲兵連隊E中隊にて中隊長を務めていた。参戦後はフランス戦線へと派遣され、少佐（Major）昇進後は第101連隊にて大隊長を務めた。1919年、マサチューセッツ州へと戻る。

### 第一次世界大戦後
戦後、レドモンドは不動産業界へと戻った。同時に州兵としての勤務も続け、1920年には中佐（Lieutenant Colonel）へと昇進している。1920年、大佐（Colonel）へ昇進し、第102野戦砲兵連隊長に任命された。
1925年、マサチューセッツ州共和党からセイラム市長選に出馬するも落選。
1926年、民兵局長補に就任。クリード・C・ハモンド局長の退任を受け、1929年6月から9月まで局長代行を務めた。

### その後
第二次世界大戦中は陸軍省内の工兵総監室に勤務。
後にカリフォルニア州に移住し、不動産業者として働いた。
1966年2月12日、カリフォルニア州サンフランシスコにて死去。遺体はゴールデンゲート国立墓地に埋葬された。